# منصور یاحقی
منصور یاحقی (زادهٔ ۱۳۰۳ - درگذشتهٔ ۱۳۸۴) نوازندهٔ سنتور اهل ایران بود. او برادر بزرگ‌تر «پرویز صدیقی پارسی» ملقب به پرویز یاحقی از نوازندگان شهیر ویولون است.
از سنین کودکی نزد دایی خود حسین یاحقی نواختن سه‌تار را فرا گرفت. در نوجوانی با معرفی حسین یاحقی زیر نظر حبیب سماعی شروع به یادگیری سنتور کرد. منصور یاحقی از معدود شاگردان حبیب سماعی است که موسیقی دستگاهی را بدون یادگیری نت و به روش به اصطلاح سینه به سینه فرا گرفت. در سال ۱۳۲۸ شمسی وارد رادیو شد. در آنجا سال‌ها به اجرای زنده موسیقی مشغول بود. منصور یاحقی همانند سایر شاگردان اصیل حبیب سماعی بر روی سنتور ۹ خرک می‌نواخت. یاحقی شاگردان محدودی را به همان سبک و سیاق استاد خود حبیب سماعی تربیت کرد. از جمله خصایص آن شیوه تسلط بی بدیل به ظریف‌ترین گوشه‌های موسیقی دستگاهی سنتی ایران است.
منصور یاحقی در سال ۱۳۸۴ در اثر سرطان در گذشت و در تهران به خاک سپرده شد. آثار متعددی از وی در زمینه تک‌نوازی سنتور به‌جای مانده‌است.